# 紀元前662年
紀元前662年（きげんぜん662ねん）は、西暦（ローマ暦）による年。紀元前1世紀の共和政ローマ末期以降の古代ローマにおいては、ローマ建国紀元92年として知られていた。紀年法として西暦（キリスト紀元）がヨーロッパで広く普及した中世時代初期以降、この年は紀元前662年と表記されるのが一般的となった。

## 他の紀年法
- 干支 : 己未
- 中国
  - 周 - 恵王15年
  - 魯 - 荘公32年
  - 斉 - 桓公24年
  - 晋 - 献公15年
  - 秦 - 成公2年
  - 楚 - 成王10年
  - 宋 - 桓公20年
  - 衛 - 懿公7年
  - 陳 - 宣公31年
  - 蔡 - 穆侯13年
  - 曹 - 釐公9年
  - 鄭 - 文公11年
  - 燕 - 荘公29年
- 朝鮮
  - 檀紀1672年
- ユダヤ暦 : 3099年 - 3100年

## できごと

### 中国
- 魯が管仲のために小穀を築城した。
- 斉の桓公と宋の桓公が梁丘で会合した。
- 魯の後継に慶父を推していた叔牙が季友に迫られて自殺した。魯の荘公が死去すると、季友の推す子斑が国君に立てられたが、慶父に殺害された。季友は陳に亡命し、閔公が擁立された。

## 死去
- 魯の叔牙
- 魯の荘公
- 魯の子斑